# Demetrius Jackson
Demetrius Montell Jackson Jr. (South Bend, Indiana, 7 de septiembre de 1994) es un baloncestista estadounidense que actualmente está sin equipo. Con 1,85 metros de estatura, juega en la posición de base.

## Trayectoria deportiva

### Universidad
Tras participar en 2013, en su etapa de instituto, en el prestigioso McDonald's All-American Game, jugó tres temporadas con los Fighting Irish de la Universidad de Notre Dame, en las que promedió 11,7 puntos, 3,1 rebotes y 3,3 asistencias por partido. En 2016 fue incluido en el segundo mejor quinteto de la Atlantic Coast Conference.

### NBA
Fue elegido en la cuadragésimo quinta posición del Draft de la NBA de 2016 por Boston Celtics. Debutó el 6 de noviembre en un partido ante Denver Nuggets, logrando 8 puntos, 3 rebotes y 2 asistencias.
El 21 de agosto de 2017 firmó un contrato de dos vías con los Houston Rockets para jugar cedido en su equipo de la D-League, los Rio Grande Valley Vipers.

### Europa
En agosto de 2020, firma con BC Rytas de la Lietuvos Krepšinio Lyga, en el que promedia 13,5 puntos y 5,2 puntos por partido. 
El 29 de enero de 2021, firma por el Club Joventut Badalona de la Liga Endesa. Tras jugar los dos primeros partidos en las filas del conjunto verdinegro, el jugador sufriría una lesión, finalizando su contrato en mayo de 2021.

## Estadísticas de su carrera en la NBA

### Temporada regular
| Año     | Equipo       | PJ | PT | MPP | %TC  | %3P   | %TL  | RPP | APP | ROB | TPP | PPP |
| ------- | ------------ | -- | -- | --- | ---- | ----- | ---- | --- | --- | --- | --- | --- |
| 2016-17 | Boston       | 5  | 0  | 3.4 | .750 | 1.000 | .500 | .8  | .6  | .0  | .0  | 2.0 |
| 2017-18 | Houston      | 12 | 0  | 5.3 | .286 | .000  | –    | .9  | .4  | .3  | .1  | .7  |
| 2017-18 | Philadelphia | 3  | 0  | 5.7 | .750 | 1.000 | .500 | .3  | 1.3 | .3  | .0  | 2.7 |
| Total   | Total        | 20 | 0  | 4.9 | .455 | .250  | .500 | .8  | .6  | .3  | .1  | 1.3 |